# Литография
Литография (от гръцки: λίθος – „камък“ и γράφειν – „пиша“) е метод за печатане върху гладка повърхност. Така се нарича и полученият отпечатък.
С помощта на този метод може да се отпечата текст или рисунка. При литографията се използват литографски камък, цинков или алуминиев лист.

## Възникване
Литографията е открита от Алойс Зенефендер през 1789 г. Това е първата принципно нова печатарска техника, след откриването на гравюрата през XV век. Литографията е графична техника, предназначена за плосък печат.

## Кратко описание
При литографията се ползва гладък варовиков камък. Областите, които се отпечатват са на една плоскост с белите, които не се отпечатват. Тези области, които трябва да се отпечатат, са покрити с мазни вещества (химикали), които позволяват задържането на блажните бои, наричани мастила. Мокрите области отблъскват мастилото и не се отпечатват.
Други названия на литографията са „каменно печатане“, „химическо печатане“ и „аутография“.

## Техника
При литографията се ползват следните елементи.
- Литографска преса

Машина, която служи за отпечатване на изображения от литографския камък.
- Литографски камък

Ситнозърнест варовиков камък. Използва се в графиката. Върху него може да се рисуват и гравират изображения, които по-късно да бъдат отпечатани с помощта на високия печат, дълбокия печат и плоския печат.
- Автолитографска хартия

Специално подготвена хартия, върху която се рисува с литографски туш или креда. После рисунката се прехвърля върху литографския камък.
- Литографски туш

Смес от сажди, сапун, восък и др.
- Литографска креда

Може да се намери готова, фабрично произведена креда, която се размива с дестилирана вода.

### Подготовка
Литографският камък трябва да бъде подбран и обработен подходящо. Някои от условията са:
- повърхността на камъка трябва да е гладка,
- по камъка не трябва да има наранявания, пукнатини или отчупени парчета, както и драскотини от предишни гравюри,
- камъкът да бъде еднакво дебел, което ще позволи равномерно притискане и добър отпечатък.

Ако камъкът е ползван преди това, трябва да се почисти и обработи с помощта на химикали и/или по механичен начин.

### Подготвителна рисунка
Необходимо е да се направи подготвителна рисунка (етюд), която да помогне на автора да реализира идеята си в желаната графична техника. Впоследствие, тази рисунка се прехвърля върху литографския камък.
Прехвърлянето може да стане с помощта на специално подготвена автолитографска хартия, която позволява препечатване на рисунката върху камъка. Може да се ползва и паус (оризова хартия). Естествено, копирането трябва да се направи така, че да се избегне разместване на оригиналната рисунка и нейното копие. Може да се сложат знаци, които да помагат при работа с различните цветове и/или елементи от рисунката. Тези знаци се наричат пасери.
При прехвърлянето авторът доразвива рисунката.

### Прехвърляне върху литографския камък
Преди да се прехвърли рисунката върху литографския камък е необходимо той да бъде обработен при специални условия и средства. При тази обработка се ползват киселини и терпентин. При тази обработка чувствителността на камъка се увеличава и той става по-възприемчив към прехвърлянето на рисунката.
След това рисунката, копирана върху пауса, се залепва с водоразтворими лепила (или прозрачно тиксо) с лице към литографския камък. С помощта на твърд молив рисунката се повтаря от горната страна и тя се отпечатва върху камъка. Може да се ползва и индиго.

### Работа върху рисунката преди отпечатване
След отпечатването на копието от подготвителната рисунка върху камъка, творческата работа продължава, като авторът избягва да докосва камъка с ръка.
Работи се основно с литографски туш, литографска креда, литографски молив или с игла, с която се отстраняват части от вече нарисуваното при необходимост.

### Фактическо изпълнение на рисунката
След като е прехвърлена върху камък, по начин, описан по-горе, рисунката трябва да се завърши. Изпълнението на рисунката може да стане с креда или литографски молив, като важни в случая са съставът, киселиноустойчивостта, мазнините и твърдостта ѝ. Авторът може да си направи сам креда за рисуване, като за целта има различни рецепти. Хубаво е авторът да провери сам свойствата на кредата и молива, ако си ги е приготвил сам.
При изпълнение на рисунката може да се ползват инструменти, с които да се коригират грешки или да се работи по по-фините детайли. Подобни инструменти могат да бъдат шаберът, твърда и голяма игла, фина шкурка, остър нож и др.
Желателно е рисунката да се изпълни относително бързо, без големи паузи между сеансите на работа. Така се избягват допълнителни усложнения при съхранението на литографския камък и отпечтването.
Все пак, камъкът трябва да се покрива с чиста хартия между сеансите, като покриващата хартия трябва да е чиста и да не докосва рисунката.

### Трудности при изпълнението на рисунката
Трудност може да представлява необходимостта да се ползва огледало при работата. Това се налага, тъй като подготвителната рисунка се пренася върху камъка огледално. Така, за да види отново реалния образ, авторът трябва да ползва огледало.
Желателно е, също така, кредата да се нанася със замах. Трябва да се избягват повтаряния, които може да доведат до зацапване.
Затруднение може да предизвика и фактът, че камъкът е сив, а рисунката е черна. Така рисунката изглежда по-завършена и обобщена. При отпечатването контрастът между черно и бяло е по-голям, по-фините елементи са по-подчертани, отколкото когато гледаме рисунката върху по-тъмния камък.

## Подготовка за печат
След като рисунката е завършена, предстои тя да бъде обработена химически, за да се подготви за печат. За целта е необходимо тя първо да бъде обработена с талк, който допълнитлно я заздравява преди предстоящото третиране с химикали.
Може да се каже, че тази част е от най-голямо значение за успешното завършване на работата по отпечатването на литографията.
Камъкът се оставя да престои няколко дни, на място, където няма прак достъп на слънчева светлина.

### Първи стъпки
След като е покрит с талк, камъкът се намазва със специална смес, която го „запечатва“. В тази смес има Гума арабика, киселина, вода и др. Концентрацията на киселината не трябва да е много висока, за да не повреди камъка. При тази обработка, рисунката се заздравява допълнително.
Първоначалното покритие се измива обилно с вода. Следващото покритие е с гума арабика. Това допълнително подобрява и заздравява рисунката, като допринася за по-качественото отпечатване. Според някои това покритие трябва да остане поне 24 часа, а други твърдят, че е добре рисунката да остане „гумирана“ поне 7 и повече дни.

### Почистване
След измиването, рисунката трябва да се почисти подходяща смес от различни смоли, восък, сапун, различни масла и др. Съставът и пропорцията зависят от различните рецепти. Различните автори имат различни предпочитания и техники.

### Намастиляване
Мастилото, което се използва при литографията също се подготвя по различни рецепти, като всеки автор избира подходящата според него. Намастиляването трябва да се извърши с валяк, а движенията трябва да са бързи, без да се задържа или провлачва инструмента по камъка. Трябва да се следи за влагата на камъка, с цел да се избегне нежелано намастиляване на участъци, които трябва да останат бели след отпечатването.
При определени обстоятелства или с определени цели може да се прибегне и до сухо намастиляване.

### Отпечатване
Съществува голямо разнообразие от хартия, подходяща за литография. Въпреки че не е абсолютно задължително, добре е предварително да се намокри листът, върху който ще се отпечата рисунката. Това е много по-често срещана практика.
Водата служи за отблъскване на мастилото от камъка, където трябва да се оставят бели полета. Това обаче не пречи на навлажнената хартия да поеме добре мастилото.
Поради високото налягане на пресата, водата почти напълно излиза от хартията. Така, тя остава суха и прием мастилото добре. При налягане, по-слабо от необходимото, водата, останала в хартията ще отблъсне мастилото, което ще повлияе на крайното качество на отпечатъка.
Ако авторът желае да отпечата по-голямо количество може да се наложи допълнителна обработка на камъка. При тази обработка камъкът се поръсва с колофонов прах и се нагрява равномерно, докато колофонът се разтопи и равномерно покрие камъка. Нагряването трябва да е равномерно и не много силно. Това е необходимо за да се предпази камъкът от спукване.
След тази операция се прилагат някои от действията, описани в началото на този раздел. След това се прибягва отново до отпечатването.

## Цветна литография
Цветната литография се нарича хромолитография.

## Галерия
- Примери за отпечатъци с литография